# Shikitei Samba

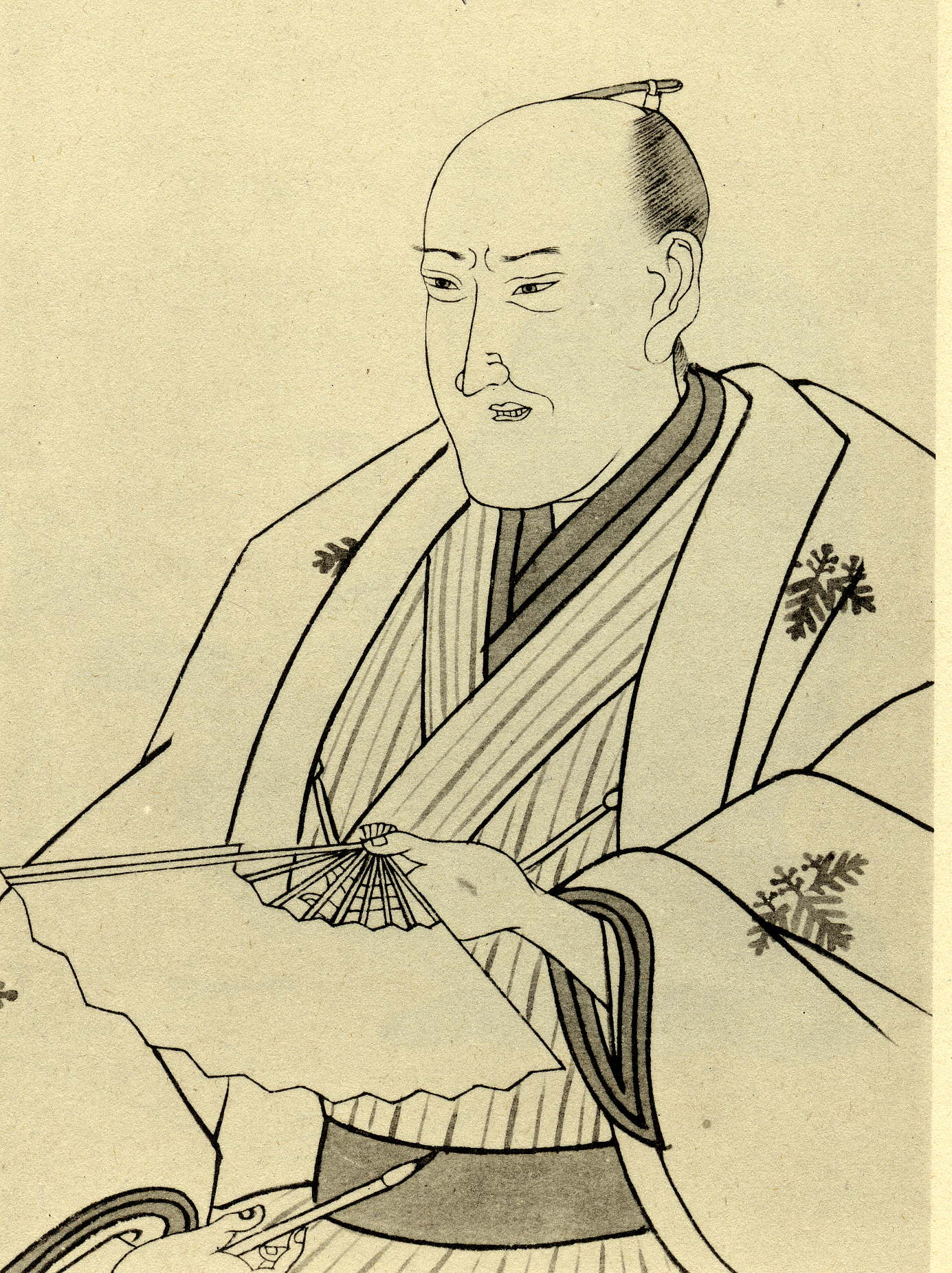
Shikitei Samba, Druck von 1939

Shikitei Samba (japanisch 式亭 三馬; * 1776 in Edo (heute Tokio); † 27. Februar 1822) war ein japanischer Gesaku-Schriftsteller.

## Namen
Sein wirklicher Name war Kikuchi Taisuke (菊地 泰輔). Sein Volljährigkeitsname (azana) war Hisanori (久徳). Er war auch als Nishimiya Tasuke (西宮 太助) bekannt und verwendete für seine Gesaku-Werke eine Vielzahl weiterer Pseudonyme, wie Yūgidō (遊戯堂), Shiki Sanjin (四季山人), Honchōan (本町庵), Sharakusai (洒落斎), Kokkeidō (滑稽堂), Gesakusha (戯作舎) und weitere.

## Leben
Shikiteis Vorfahren waren über Generationen Shintō-Priester auf Hachijō-jima, sein Vater jedoch der Holzschneider Kikuchi Mohē (菊地 茂兵衛) in Tawaramachi, Asakusa, Edo (heute: Kaminarimon, Taitō). Im Alter von neun Jahren begann er in einem Buchladen zu arbeiten und tat dies, bis er siebzehn war. Anschließend brachte er 1794 seine ersten Werke, die Kibyōshi Tendō ukiyo suiseisō (天道浮世出星操) und Ningen isshin shitaisō (人間一心覗替繰) heraus.
Shikitei verfasste Werke verschiedener Gesaku-Genres, wurde jedoch vor allem als Kibyōshi- und Kokkeibon-Autor bekannt. Als Kibyōshi-Autor pflegte er insbesondere das illustrierte Gōkan, das häufig eine Adaption von Kabuki- oder Jōruri-Theaterstücken darstellte. Um die Jahrhundertwende entstanden die drei Theaterbücher Yakusha gakuyatsū (1799), Yakusha sangaikyō (1801) und Shibai kinmōzui (1803), alle illustriert von Utagawa Toyokuni.
Berühmt wurde er vorrangig durch zwei humoristische Kokkeibon-Werke: das vierteilige Ukiyoburo (浮世風呂, „das Badehaus der fließenden Welt“), das zwischen 1809 und 1813 verfasste, und Ukiyodoko (浮世床, „der Barbier fließenden Welt“), das im Anschluss entstand.